# Giulio Camillo Delminio
Giulio Camillo, conocido como Delminio (Portogruaro, c. 1480 - Milán, 15 de mayo de 1544) fue un filósofo italiano, estudioso de Giovanni Pico della Mirandola y Francesco Giorgi. Se interesaba por la retórica y tradujo Le ídee overo forme della oratíone atribuido a Hermógenes. Famoso por la creación del Teatro de la Memoria y su obra escrita acerca del mismo L'Idea del Theatro. 

## Biografía
Giulio Camillo Delminio nace alrededor de 1480 en Firuli al noroeste de Italia. Estudió filosofía y jurisprudencia en la Universidad de Padua, fue profesor durante un tiempo en Bolonia pero se dedicó la mayor parte del tiempo a la escritura de obras de teatro, lo que no le satisfacía monetariamente, ya que Giulio se veía constantemente en necesidad de ayuda económica. Estas noticias llegaron a oídos de Francisco I Sforza a través de Lázaro de Baïf, que en esa época era el embajador francés de Venecia y gracias a ello Camillo viaja a Francia por invitación del rey en el año de 1530. Giulio le muestra al rey su proyecto arquitectónico sobre el llamado Teatro de la memoria y recibe fondos para financiarlo, con la promesa de otorgarle más, aunque esto ya no se pudo cumplir debido a que El Rey de Francia no tuvo el apoyo que esperaba de los ducados y entonces Camillo retorna a Italia con la pérdida de su benefactor. Pero en poco tiempo a oídos del Marqués del Vasto, Alfonso Dávalos, gobernador español de Milán llega la noticia de que Camillo aún busca financiamiento para completar su proyecto y se ofrece para concederle una pensión siempre y cuando lo hiciera partícipe en el proyecto. Camillo aceptó y pasó el resto de su vida sosteniéndose de esa pensión. Muere en 1544. L’Idea del Theatro fue publicada en 1550.

### El teatro de la memoria y L'Idea del Theatro
El teatro de la memoria de Giulio Camilo en conjunto con su exposición escrita, L'Idea del Theatro, son las obras a las que Giulio Camillo dedicó la mayor parte de su vida. Todo el proyecto está expuesto en el libro, donde se explica la estructura y el orden del edificio; tenía forma de anfiteatro, estaba seccionada en siete partes o filas y cada símbolo pretendía ocupar el sitio apropiado según su correspondencia planetaria. A cada una de las filas le correspondía una puerta y el espectador se colocaba de tal manera que podía mirar hacia las gradas, mirando así también las imágenes que se hallaban en cada una de las siete puertas de las siete gradas ascendentes. Todo el sistema del teatro descansa en siete pilares: los siete pilares de la casa de la sabiduría de Salomón. 
Giulio utilizó como base ideológica para L'Idea del Theatro el tratado de Marsilio Ficino, De vita coelitus comparanda y el platonismo florentino, además de un fuerte conocimiento de la filosofía hermética y la Cábala.
La finalidad de toda esta construcción era que a través de los símbolos grabados en la estructura, la composición de la misma y el correcto uso de la misma, que el espectador fuera capaz de recordar y contemplar el conocimiento universal ya contenido en el alma, como se menciona en la teoría de la reminiscencia.